# Jorge Salomón Azar García
Jorge Salomón Azar García (San Francisco de Campeche, Campeche; 20 de diciembre de 1952) es un político mexicano, miembro del Partido Revolucionario Institucional. Fue gobernador de Campeche entre 1991 y 1997.

## Biografía
Es ingeniero agrónomo con especialidad en zootecnia egresado del Instituto Tecnológico y de Estudios Superiores de Monterrey (ITESM) en 1978 y maestro en Administración Pública por la Universidad Autónoma de Nuevo León (UANL) en 1979. En el ITESM fue compañero de estudios de Luis Donaldo Colosio.
Miembro del PRI desde 1971. Fue jefe administrativo de la delegación reigonal de la zona 8 de la Secretaría de Salud de 1974 a 1979, de 1980 a 1985 fue director de Desarrollo de Productos Agrícolas y Forestales del gobierno de Campeche en la administración del gobernador Eugenio Echeverría Castellot y de 1986 a 1988 delegado de la Secretaría de Agricultura y Recursos Hidráulicos (SARH) en Campeche. En 1988 fue asesor del subsecretario de Desarrollo Agroindustrial y Forestal de la misma secretaría y de 1989 a 1991 delegado de la Secretaría de Programación y Presupuesto en el estado de Chiapas.
Dejó este cargo al ser postulado candidato del PRI a gobernador de Campeche en las elecciones de 1991, en las que resultó elegido frente a su principal competidora, Rosa María Martínez Denegri del Partido Auténtico de la Revolución Mexicana (PARM). Fue gobernador de Campeche del 16 de septiembre de 1991 al 15 de septiembre de 1997.
Tras su gobierno, se dedicó a sus actividades particulares. Su padre, Abraham Azar Farah, fue delegado del Instituto Mexicano del Seguro Social (IMSS) en Campeche.